# RSC Blitz 1932 Schiefbahn
Der RSC Blitz 1932 e.V. Schiefbahn ist ein dem Bund Deutscher Radfahrer (BDR) zugehöriger Radsportclub in Willich-Schiefbahn, welcher die Sportarten Kunstradfahren, Radball und Radtouristik anbietet.

## Geschichte
Der Radsportclub wurde 1932 mit insgesamt 13 Mitgliedern ins Leben gerufen. Gründer im Vereinsheim der VerSeidAG waren Josef Beschoten († 1957), Albert Beschoten, Hans Beschoten, Johannes Beschoten, Richard Frehn, Johann Hecker († 1953), Heinrich Jansen († 1981), Martin Leenen, Hermann Seidel, Martin Seidel, Heinrich Stinnertz und Max Ungermanns.
Zu Beginn schloss man sich der Deutschen Radfahrer-Union (DRU) an. Die ersten Räder wurden noch von Josef Beschoten handgefertigt. Wie auch andere Sportvereine wurde auch der RSC Blitz 1933 aufgelöst und dem Deutschen Radfahrer-Verband (DRV) zugeführt. Nach dem Zweiten Weltkrieg wurde 1945 mit dem Neuaufbau begonnen. Aufgrund einer Fehlentscheidung beim Zweier-Kunstradfahren trat der Verein 1955 aus Protest aus dem BDR aus und für einige Jahre dem Rad- und Kraftfahrerbund Solidarität (RKB) bei. Als 1963 die Radball-Bundesliga gegründet wurde, konnte sich die Vereinsmannschaft für diese qualifizieren. Unter anderem zeigte die Sechser-Mannschaft ihr Können bei der Expo 58 in Brüssel im Radball und im Kunstradfahren. Angeboten wurden damals wie heute die Sportarten Kunstradfahren, Radball und Radwandern. 1977 schloss sich auch eine Gymnastikabteilung an, die bis zu diesem Zeitpunkt bereits seit 15 Jahren bestand. Diese gehörte dem Rheinischen Turnerbund (RTB) an.
Der Verein richtet seit vielen Jahren das Willicher Volksradfahren aus, das bereits bei der zehnten Durchführung im Jahr 1981 47.000 Teilnehmer insgesamt verbuchen konnte. 1992 richtete der Verein erstmals die Deutsche Meisterschaft im Kunstradfahren aus.

### Vereinslogo
Das Vereinslogo wurde 2015 überarbeitet um es auf einen neueren Stand zu heben. Der vermehrte Zulauf von Mitgliedern der Abteilung Radtouristik erhob die Notwendigkeit zur Einbindung selbiger Abteilung in das Vereinswappen. Daher wurde die Grafik zum Reigenfahren entfernt und durch einen Radtouristiker ersetzt.

### Personalia

#### Vorsitzende
| Name               | von       | bis       |
| ------------------ | --------- | --------- |
| Max Ungermanns     | 1932      | 1933      |
| Peter Jachemich    | 1933      | 1935      |
| Karl Erdmann       | 1936      | 1937      |
| Johann Hecker      | 1938      | 1944      |
| Albert Beschoten   | 1945      | 1947      |
| Johannes Beschoten | 1948      | 1949      |
| Heinrich Holz      | 1950      | 1950      |
| Albert Beschoten   | 1951      | 1952      |
| August Bützer      | 1953      | 1960      |
| Albert Beschoten   | 1961      | 1964      |
| Karl Baumanns      | 1965      | 1970      |
| Herbert Schmitt    | 1971      | 1971      |
| Karl Baumanns      | 1972      | 1981      |
| Dieter Holzapfel   | 1982      | 1986      |
| Herbert Kaulen     | 1987      | 2008      |
| Rüdiger Hendricks  | 2008      | 2011      |
| Stephan Güthues    | seit 2011 | seit 2011 |

#### Geehrte Mitglieder
- Franz Peter Baumanns, „Sportler des Jahres 1980“, Stadt Willich
- Willi Sattler, „Sportler des Jahres 1980“, Stadt Willich
- August Nellen (Ehrenmitgliedschaft 1996)
- Karl Baumanns (Ehrenvorsitz 1998)
- Albert Beschoten (Ehrenmitgliedschaft)
- Johannes Beschoten (Ehrenvorsitz und Träger des RSC-„Goldblitz mit Perle“)
- Hans-Gerd Leenen (* 1939; Ehrenmitgliedschaft 2002)
- Hans Kamps (Ehrenmitgliedschaft 2003)
- Herbert Kaulen (Ehrenvorsitz), „Sportler des Jahres 2006“, Stadt Willich
- Sven und Lars Holland-Moritz, Thorsten Lank, Andreas Kaulen, Marcel Schneider, Dennis Füsgen und Thore Kretschmann „Mannschaft des Jahres 2012“ (5er-Radball), Stadt Willich
- Sven Holland-Moritz und Marius Hermanns „Mannschaft des Jahres 2011, 2013, 2015, 2016 und 2018“ (2er-Radball), Stadt Willich
- Thorsten Lank, Andreas Kaulen, Lars Holland-Moritz, Thore Kretschmann, Sven Holland-Moritz, Marius Hermanns, Marcel Schneider und Carsten Pfar „Mannschaft des Jahres 2017“ (5er-Radball), Stadt Willich
- Hans-Peter Haeser (Ehrenmitgliedschaft 2018)
- Klaus-Dieter Zober (Ehrenmitgliedschaft 2018)

## Erfolge (Auswahl)
Der Verein bietet die Sportarten Kunstrad, Radball und Radtouristik. Im Hallenradsport (Kunstrad und Radball) konnte der „Blitz“ bereits einige Erfolge, sowie internationale Titel erringen.
| Deutsche Meistertitel Kunstradfahren | Deutsche Meistertitel Kunstradfahren                                                                   | Deutsche Meistertitel Kunstradfahren | Deutsche Meistertitel Kunstradfahren | Deutsche Meistertitel Kunstradfahren | Deutsche Meistertitel Kunstradfahren |
| Jahr                                 | Name                                                                                                   | Disziplin                            | Klasse                               | Verband                              | Austragungsort                       |
| ------------------------------------ | --- | ------------------------------------ | ------------------------------------ | ------------------------------------ | ------------------------------------ |
| 1932                                 | Johannes Beschoten                                                                                     | Einer                                | Männer                               | DRU                                  | Magdeburg                            |
| 1932                                 | Albert Beschoten, Johannes Beschoten                                                                   | Zweier                               | Männer                               | DRU                                  | Magdeburg                            |
| 1936                                 | Albert Beschoten, Johannes Beschoten                                                                   | Zweier                               | Männer                               | DRV                                  | Bonn                                 |
| 1937                                 | Albert Beschoten, Johannes Beschoten                                                                   | Zweier                               | Männer                               | RFL                                  | Berlin                               |
| 1938                                 | Albert Beschoten, Johannes Beschoten                                                                   | Zweier                               | Männer                               | RFL                                  | Stuttgart                            |
| 1940                                 | Josef Hahnegreß, Willy Janssen                                                                         | Zweier                               | männl. Jugend                        | RFL                                  | Erfurt                               |
| 1941                                 | Josef Hahnegreß, Willy Janssen                                                                         | Zweier                               | männl. Jugend                        | RFL                                  | Würzburg                             |
| 1957                                 | Ursula Baues, Maria Germes                                                                             | Zweier                               | weibl. Jugend                        | RKB                                  | Würzburg                             |
| 1957                                 | Ursula Baues, Marita Bodewig, Helga Esser, Christel Germes, Maria Germes, M. Janssen                   | Sechser                              | weibl. Jugend                        | RKB                                  | Würzburg                             |
| 1957                                 | Franz Baumanns, Albert Beschoten, Johannes Beschoten, Josef Hahnegreß, Willi Janssen, Willi Kirschbach | Sechser                              | Männer                               | RKB                                  | Würzburg                             |
| 1959                                 | Franz Baumanns, Johannes Beschoten, Josef Hahnegreß, Willi Janssen, Willi Kirschbach, Herbert Schmitt  | Sechser                              | Männer                               | RKB                                  | Karlsruhe                            |
| 1959                                 | Franz Baumanns, Johannes Beschoten, Josef Hahnegreß, Willi Janssen, Willi Kirschbach, Herbert Schmitt  | Sechser                              | Männer                               | BDR                                  | Hannover                             |
| 1960                                 | Franz Baumanns, Johannes Beschoten, Josef Hahnegreß, Willi Kirschbach, Hans Nolden, Herbert Schmitt    | Sechser                              | Männer                               | RKB                                  | Wiesbaden                            |
| 1962                                 | Ursula Baues, Helga Esser, Christel Germes, Käthe Krummen                                              | Vierer                               | Frauen                               | BDR                                  | Frankfurt am Main                    |
| 1963                                 | Albert Beschoten, Johannes Beschoten, Josef Hahnegreß, Hans Köppen                                     | Männer                               | Vierer                               | RKB                                  | Essen                                |
| 1963                                 | Franz Baumanns, Johannes Beschoten, Josef Hahnegreß, Willi Janssen, Hans Nolden, Herbert Schmitt       | Männer                               | Sechser                              | RKB                                  | Essen                                |
| 1964                                 | Christel Germes, Maria Germes, Helga Esser, Käthe Krummen                                              | Frauen                               | Vierer                               | RKB                                  | Ulm                                  |
| 1964                                 | Franz Baumanns, Josef Hahnegreß, Hans Köppen, Herbert Schmitt                                          | Männer                               | Vierer                               | RKB                                  | Ulm                                  |
| 1965                                 | Reinardy, Schäfer                                                                                      | männl. Jugend                        | Zweier                               | RKB                                  | Berlin                               |
| 1965                                 | Herbert Kaulen, Krüll, Reinardy, Klaus-Dieter Zober                                                    | männl. Jugend                        | Vierer                               | RKB                                  | Berlin                               |
| 1965                                 | Herbert Kaulen, Krüll, Lindemann, Reinardy, Schäfer, Klaus-Dieter Zober                                | männl. Jugend                        | Sechser                              | RKB                                  | Berlin                               |
| 1965                                 | Gisela Beschoten, Jutta Beschoten, Anita Germes, B. Püttmann                                           | weibl. Jugend                        | Vierer                               | RKB                                  | Berlin                               |
| 1966                                 | Gisela Beschoten, Jutta Beschoten, Anita Germes, B. Püttmann                                           | weibl. Jugend                        | Vierer                               | RKB                                  | Böblingen                            |
| 1966                                 | Reinardy, Schäfer                                                                                      | männl. Jugend                        | Zweier                               | RKB                                  | Böblingen                            |
| 1966                                 | Herbert Kaulen, Krüll, Hans-Peter Haeser, Lindemann, Reinardy, Klaus-Dieter Zober                      | männl. Jugend                        | Sechser                              | RKB                                  | Böblingen                            |
| 1967                                 | Franz Baumanns, Johannes Beschoten, Josef Hahnegreß, Hans Köppen                                       | Männer                               | Vierer                               | RKB                                  | Oldenburg                            |
| 1967                                 | Franz Baumanns, Johannes Beschoten, Josef Hahnegreß, Hans Köppen, Hans Nolden, Herbert Schmitt         | Männer                               | Sechser                              | RKB                                  | Oldenburg                            |
| 1967                                 | Reinardy, Schäfer                                                                                      | männl. jugend                        | Zweier                               | RKB                                  | Oldenburg                            |
| 1967                                 | Herbert Kaulen, Krüll, Hans-Peter Haeser, Lindemann, Reinardy, Klaus-Dieter Zober                      | männl. jugend                        | Sechser                              | RKB                                  | Oldenburg                            |
| 1967                                 | Gisela Beschoten, Jutta Beschoten, Anita Germes, B. Püttmann                                           | weibl. Jugend                        | Vierer                               | RKB                                  | Oldenburg                            |
| 1968                                 | Gisela Beschoten, Jutta Beschoten, B. Püttmann, Maria Kreuels                                          | weibl. Jugend                        | Vierer                               | RKB                                  | Andernach                            |
| 1976                                 | Bernd Haeser, Klein, Kothen, Mülders, Norbert Pauen, D. Rutz                                           | männl. jugend                        | Sechser                              | BDR                                  | Ulm                                  |

| Deutsche Meistertitel Radball | Deutsche Meistertitel Radball       | Deutsche Meistertitel Radball | Deutsche Meistertitel Radball | Deutsche Meistertitel Radball | Deutsche Meistertitel Radball |
| Jahr                          | Name                                | Disziplin                     | Klasse                        | Verband                       | Austragungsort                |
| ----------------------------- | ----------------------------------- | ----------------------------- | ----------------------------- | ----------------------------- | ----------------------------- |
| 1979                          | Franz Peter Baumanns, Willi Sattler | männl. Schüler                | 2er                           | BDR                           | Kronau                        |
| 1980                          | Markus Faßbender, Thomas Sentek     | männl. Schüler                | 2er                           | BDR                           | Hildesheim                    |
| 1981                          | Franz Peter Baumanns, Willi Sattler | männl. Jugend                 | 2er                           | BDR                           | Gersweiler                    |
| 1982                          | Markus Faßbender, Thomas Sentek     | männl. Jugend                 | 2er                           | BDR                           | Lemgo                         |

| Europa-Meisterschafts-Erfolge Radball | Europa-Meisterschafts-Erfolge Radball | Europa-Meisterschafts-Erfolge Radball | Europa-Meisterschafts-Erfolge Radball | Europa-Meisterschafts-Erfolge Radball | Europa-Meisterschafts-Erfolge Radball |
| Jahr                                  | Name                                  | Disziplin                             | Klasse                                | Verband                               | Medaille                              |
| ------------------------------------- | ------------------------------------- | ------------------------------------- | ------------------------------------- | ------------------------------------- | ------------------------------------- |
| 1981                                  | Franz Peter Baumanns, Willi Sattler   | männl. Jugend                         | 2er                                   | BDR                                   | Bronze                                |
| 1983                                  | Franz Peter Baumanns, Willi Sattler   | männl. Jugend                         | 2er                                   | BDR                                   | Gold                                  |

| Erfolge Deutschlandpokal Radball | Erfolge Deutschlandpokal Radball     | Erfolge Deutschlandpokal Radball | Erfolge Deutschlandpokal Radball | Erfolge Deutschlandpokal Radball | Erfolge Deutschlandpokal Radball |
| Jahr                             | Name                                 | Disziplin                        | Klasse                           | Verband                          | Medaille                         |
| -------------------------------- | ------------------------------------ | -------------------------------- | -------------------------------- | -------------------------------- | -------------------------------- |
| 2018                             | Sven Holland-Moritz, Marius Hermanns | Elite                            | 2er                              | BDR                              | Bronze                           |

| World-Cup-Erfolge Radball | World-Cup-Erfolge Radball            | World-Cup-Erfolge Radball | World-Cup-Erfolge Radball | World-Cup-Erfolge Radball | World-Cup-Erfolge Radball |
| Jahr                      | Name                                 | Disziplin                 | Klasse                    | Verband                   | Medaille                  |
| ------------------------- | ------------------------------------ | ------------------------- | ------------------------- | ------------------------- | ------------------------- |
| 2023                      | Sven Holland-Moritz, Marius Hermanns | Elite                     | 2er                       | UCI                       | [ 2 ]                     |